# AB6IX
AB6IX (кор. 에이비식스; ром.: Eibisikseu; читается как Эй-Би-Сикс) — южнокорейский бойбенд, сформированный в 2019 году компанией Brand New Music. Группа состоит из четырех участников: Ун, Донхён, Уджин и Дэхви. Группа дебютировала 22 мая 2019 года со своим первым мини-альбомом B:Complete. Ёнмин покинул группу 8 июня 2020 года.

## Название
Название группы имеет два уникальных значения — «Absolute Six» и «Above Brandnew Six» — объединяя 5 участников AB6IX и их поклонников в одну, необыкновенную форму. Логотип AB6IX, фирменный стиль и анимационный фильм визуально описывают название группы, изображая объединение двух звезд из двух отдельных групп, которые затем соединяются одной дополнительной звездой, прежде чем образовать одну, полную, красочную сферу.

## История

### Пре-дебют
Ёнмин, Донхён, Уджин и Дэхви участвовали в шоу на выживание от Mnet Produce 101 2 в 2017 году. Дэхви и Уджин заняли 3-е и 6-е места соответственно, став участниками проектной группы Wanna One. Ёнмин и Донхён заняли 15-е и 28-е места.
В 2018 году Дэхви участвовал во многих сольных мероприятиях, включая участие в Global MC Crew на M Countdown (на котором он стал постоянным ведущим в апреле 2019 года) и был специальным ведущим на других музыкальных шоу, такие как Inkigayo и KCON, в 2017—2018 годах в Японии, Таиланде, Австралии и Нью-Йорке.
В 2017 году Ёнмин и Донхён дебютировали в дуэте MXM. MXM вместе с участниками Produce 101 2 Чон Сеуном и Ли Гванхёном сформировали проектную группу Starship и Brand New Music YDPP.
Чон Ун был трейни в JYP Entertainment, Woollim Entertainment и YG Entertainment. До дебюта он появился в клипе Infinite H «As Long As You’re Not Crazy» и в реалити-шоу от Mnet Stray Kids как трейни YG. В Brand New Music Ун стажировался три года и был участником подтанцовки во время тура MXM.

### 2019: Дебют сB:Complete

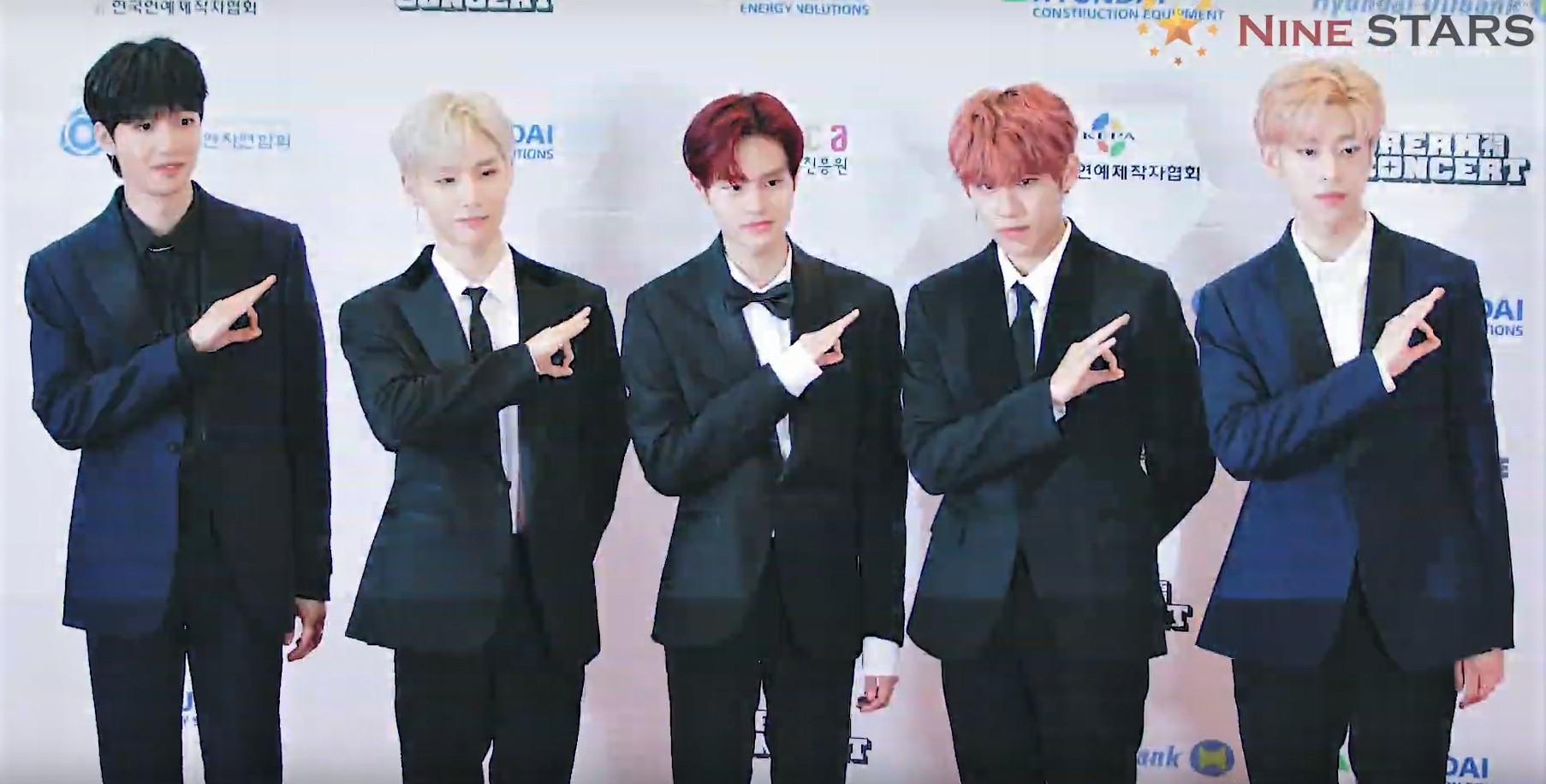
AB6IX на красной дорожке Dream Concert, 18 мая 2019 года.

Премьера дебютного реалити-шоу группы BrandNewBoys состоялась 18 апреля 2019 года на Mnet.
26 апреля AB6IX выпустили видео выступления с «Hollywood» в полном составе. Ли Дэхви участвовал в написании текста, а Пак Уджин — в хореографии. С этой песней трейни выступали на Produce 101 2 при определении позиций. В версии же AB6IX впервые появился пятый участник — Чон Ун.
30 апреля было объявлено, что группа дебютирует 22 мая с мини-альбомом B:Complete. В тот же день они провели свой дебютный шокейс в Олимпийском зале. Этот альбом содержит семь треков, объединяющих работы всех пяти участников, пришедших из самых разных музыкальных слоев.
27 июля AB6IX провели свою первую фан-встречу под названием «1st ABNEW» в Сингапуре в The Star Theater, чтобы отпраздновать выпуск своего дебютного альбома. 24 сентября AB6IX совместно с Лиззо записали ремикс на ее песню «Truth Hurts», первоначально выпущенную в 2017 году.
7 октября AB6IX выпустили свой первый студийный альбом 6ixense и 15 октября достигли 30-го места в чарте Billboard Social 50, пробыв там 4 недели. 9 ноября группа провела свой первый сольный концерт под названием «6ixense» в Южной Корее в Олимпийском зале.

### 2020—2021:5nally, уход Ёнмина,Vivid,Salute,Mo' Complete: Have a DreamиMo' Complete
AB6IX выпустили свой первый цифровой мини-альбом 5nally 13 февраля 2020 года. Альбом содержит пять сольных треков, по одному для каждого участника.
7 февраля было объявлено, что европейский этап их тура «6IXENSE» был отменен из-за проблем со здоровьем в связи с пандемией COVID-19, а позже, 11 марта 2020 года, было объявлено, что они также отменят этап тура в США.
8 июня Brand New Music объявили, что Ёнмин покинет группу из-за вождении в состоянии алкогольного опьянения. Возвращение группы со вторым мини-альбомом Vivid, первоначально запланированное на 8 июня, было перенесено на 29 июня.
25 августа было объявлено, что 12 сентября AB6IX проведут свой первый сольный онлайн-концерт под названием «So Vivid».
AB6IX выпустили свой третий мини-альбом Salute 2 ноября.
7 января 2021 года AB6IX выпустили ремикс на песню Why Don’t We’s «Fallin' (Adrenaline)».
18 января AB6IX выпустили переиздание третьего мини-альбома Salute: A New Hope с заглавным синглом «Stay Young».
26 апреля группа выпустила четвёртый мини- альбом Mo' Complete: Have a Dream с ведущим синглом «Close».
24 мая AB6IX выпустили промо-сингл «Gemini» через Universe Music для мобильного приложения Universe.
27 сентября AB6IX выпустили второй студийнвй альбом Mo' Complete.

### 2022-н.в:Complete with You,A to BиSavior
17 января 2022 года AB6IX выпустили специальный альбом Complete with You и его главный сингл «1, 2, 3».
18 мая AB6IX выпустили пятый мини-альбом A to B.
3 июня AB6IX проведут глобальный тур фан-митинг «AB_NEW AREA», который начнется в Сеуле. После этого отправятся в Японию и США.
16 июня было объявлено, что 27 августа AB6IX проведут встречу фанатов мирового уровня «AB_NEW AREA» в Бангкоке, Таиланд, впервые за три года с 2019 года.
17 августа AB6IX выпустили свой второй японский мини-альбом Savior.
15 сентября AB6IX выпустили песню «Moonlight», совместную с американской певицей Рейли.
AB6IX выпустили свой шестой мини-альбом 4 октября под названием Take a Chance с заглавным треком «Sugarcoat».

## Другая деятельность

### Рекламные сделки
19 апреля 2019 года Ли Дэхви был выбран в качестве модели кампании бренда напитков Coca-Cola Korea «Fanta». Перед официальным дебютом AB6IX 24 апреля 2019 года участники были выбраны в качестве бьюти-моделей корейского косметического бренда Acwell.
29 августа 2019 года AB6IX были выбраны в качестве новой модели «Элитной» формы для нового семестра 2020 года. 25 сентября 2019 года AB6IX были назначены ведущими имиджем ABC-Mart для продукта «Nike Court Vision».

### Послы
19 сентября 2019 года AB6IX были официально назначены новыми послами Корейской Скаутской Ассоциации. 20 февраля 2020 года компания AB6IX была назначена послом по связям с общественностью образовательной программы по предотвращению кибер-насилия среди молодежи от Samsung Group, Green Tree Foundation и Social Welfare Community Chest.

## Состав
| Сценический псевдоним | Сценический псевдоним | Настоящее имя | Настоящее имя | Дата рождения | Позиция в группе                        |
| Русский               | Английский            | Русский       | Хангыль       | Дата рождения | Позиция в группе                        |
| --------------------- | --------------------- | ------------- | ------------- | ------------- | --------------------------------------- |
| Ун                    | Woong                 | Чон Ун        | 전웅          | 15.10.1997    | Главный вокалист, ведущий танцор        |
| Донхён                | Donghyun              | Ким Дон Хён   | 김동현        | 17.09.1998    | Ведущий вокалист, вижуал                |
| Уджин                 | Woojin                | Пак У Джин    | 박우진        | 02.11.1999    | Главный рэпер, главный танцор, вокалист |
| Дэхви                 | Daehwi                | Ли Дэ Хви     | 이대휘        | 29.01.2001    | Ведущий танцор, ведущий вокалист, макнэ |

### Бывшие участники
| Сценический псевдоним | Сценический псевдоним | Настоящее имя | Настоящее имя | Дата рождения | Позиция в группе               |
| Русский               | Английский            | Русский       | Хангыль       | Дата рождения | Позиция в группе               |
| --------------------- | --------------------- | ------------- | ------------- | ------------- | ------------------------------ |
| Ёнмин                 | Youngmin              | Им Ён Мин     | 임영민        | 25.12.1995    | Лидер, ведущий рэпер, вокалист |

## Дискография

### Корейские альбомы

#### Студийные альбомы
- 6ixense (2019)
- Mo' Comete (2021)

#### Мини-альбомы
- B:Complete (2019)
- Vivid (2020)
- Salute (2020)
- Mo' Complete: Have a Dream (2021)
- Complete with You (2022)
- A to B (2022)
- Take a Chance (2022)

### Японские альбомы

#### Мини-альбомы
- Savior (2022)

## Фильмография
- Brand New Boys (2019, Mnet)
- AB6IX Loyalty Game (2019, YouTube)
- AB4U (2020, V Live)
- Bu:QUEST (2020, YouTube, U+ Idol Live)
- AB4U Season 2 (2020, YouTube)
- Peaceful AB6IX (2021, YouTube)

## Концерты и туры

### Шоукейсы
- AB6IX 1st Debut Showcase «B:Complete» (2019)
- AB6IX 1st Album Showcase «6ixense» (2019)[27]
- AB6IX 3rd EP Online Showcase «Salute» (2020)[28]
- AB6IX 4th EP Comeback Showcase «Mo Complete : Have A Dream» (2021)[29]

### Фан-митинги
- AB6IX 1st Fan Meeting 1st Abnew Tour (2019)[30]

### Онлайн-концерты
- AB6IX Online Concert «So vivid» (2020)[31]

### Хэдлайнеры
- AB6IX 1st World Tour «6ixense» (2019—2020)
- AB6IX Fanmeeting Tour «AB_NEW AREA» (2022)